# 브랜드 경영
브랜드 경영(영어: Brand management)은 한 집단이 자신의 고유한 상표 또는 그에 갈음하는 표식 및 의미에 대한 내용을 일반 대중을 대상으로 펼치는 활동으로, 일반적으로 초기에는 인지도를 높이는 활동을 위주로 진행하며, 어느 정도 인지도가 상승한 후에는 선호도를 증대시키는 방향으로 선회하여 전략이 펼쳐진다. 대표적인 브랜드전략가로 손꼽히는 인물은 데이비트 아커와 케빈 캘러 교수가 있다.

## 정의
2001년 히슬롭(Hislop)은 브랜딩을 "경쟁 간의 분리를 생성하고 고객 간의 충성도를 구축할 목적으로 기업의 제품과 고객의 정서적 인식 사이의 관계 또는 연결을 생성하는 프로세스"로 정의했다. 2004년과 2008년에 캐퍼러(Kapferer)와 켈러(Keller)는 각각 이를 고객 기대의 충족과 일관된 고객 만족으로 정의했다.
브랜드 경영은 제품의 인지된 가치를 높이기 위해 다양한 마케팅 도구와 기술을 사용한다. 브랜드 경영은 설정된 마케팅 전략의 목표를 바탕으로 긍정적인 연상과 이미지 또는 브랜드에 대한 강력한 인지도를 통해 제품 가격을 높이고 충성 고객을 구축할 수 있도록 한다.
브랜드 경영은 특정 브랜드의 핵심가치를 파악하고, 이를 타겟 고객에게 반영하는 과정이다. 현대적인 용어로 브랜드는 기업, 제품, 서비스 또는 사람이 될 수 있다. 브랜드 경영은 브랜드 신뢰도를 구축하고 신뢰할 수 있는 브랜드만을 구축하고, 브랜드 충성도를 구축하고, 상황적 위기에서 회복할 수 있으며, 가격에 민감한 고객으로부터 이익을 얻을 수 있다.

## 인터넷에서의 브랜드 식별 및 포지셔닝
포지셔닝은 경쟁사 대비 브랜드의 장점을 고객에게 설득하는 동시에 잠재적인 단점으로부터 고객의 주의를 돌리기 위한 시도로 축약할 수 있다. 고객의 눈에 적합한 브랜드 포지셔닝을 찾는 것이다. 포지셔닝구에는 일반적으로 브랜드의 핵심 가치와 만트라에 대한 설명이 수반된다. 브랜드의 핵심 가치는 브랜드 이름의 특징과 이점으로 간주된다. 브랜드 만트라는 브랜드의 핵심 특성과 특징을 표현하는 3~5개의 단어로 구성된 용어로 설명할 수 있다. 좋은 브랜드 포지셔닝은 브랜드가 고유한 이유와 고객이 경쟁사보다 우선시해야 하는 이유를 설명함으로써 마케팅 전략을 수립하는 데 도움이 된다.
인터넷이 브랜드 홍보 전략에 변화를 가져왔지만, 고객을 유치하고 유지한다는 주요 목표는 동일하다. 인터넷에서는 텍스트 광고, 소셜 미디어, 기업 동영상, 네이티브 광고, 로열티 마케팅, 인플루언서 마케팅 등이 모두 브랜드 홍보에 사용된다. 인터넷을 통한 입소문 마케팅은 바이럴 마케팅의 범주에 속하며, 바이럴 마케팅은 사람들이 메시지를 퍼뜨리도록 유도하여 메시지의 영향력을 기하급수적으로 증가시킬 수 있는 모든 전략을 포괄적으로 설명한다.

## 같이 보기
- 브랜드
- 브랜드 건축
- 공동 브랜딩
- 소비자 행동
- 상표의 보통명칭화
- 인터넷 브랜딩
- 국가 브랜드
- 소셜 미디어
- 상표가치희석